# ボコテキン
ボコテキン（生没年不詳）は天山ウイグル王国の2代君主。在位866年 - 871年。

## 生涯
自ら指揮官として天山北麓地域のマナス、ウルムチ、ベシバリクを奪ったキルギスを駆逐して、成功。
866年、主君パンテキンを殺害し、自ら可汗となった。
869年と870年に、高昌王国が帰義軍を攻撃したが撃退された。